# Storia dell'Oman

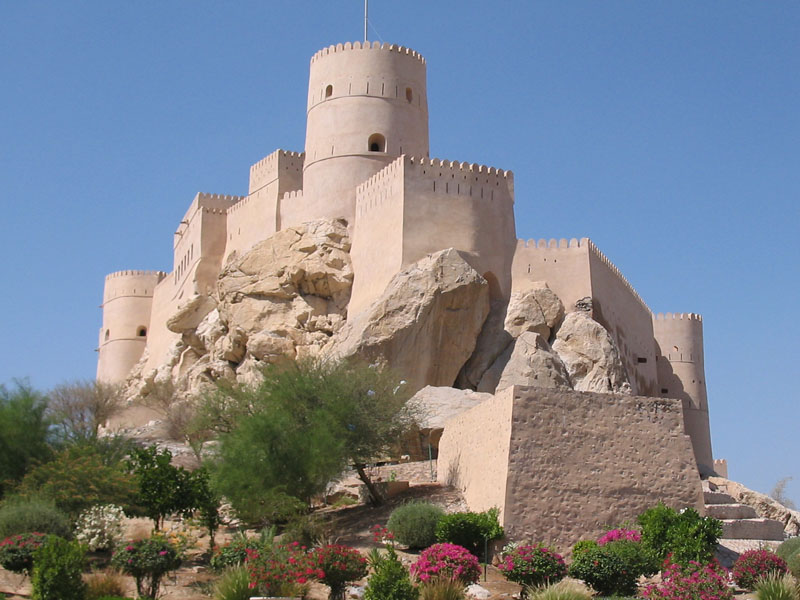
Nakhal Fort, uno dei forti meglio conservati in Oman

L'Oman è un luogo abitato sin dalla preistoria, la cui presenza umana risale a oltre 100 000 anni fa. La regione è stata presa da potenti invasori, tra cui altre tribù arabe, il Portogallo e la Gran Bretagna. Una volta l'Oman possedeva l'isola di Zanzibar, sulla costa orientale dell'Africa come colonia.

## Preistoria

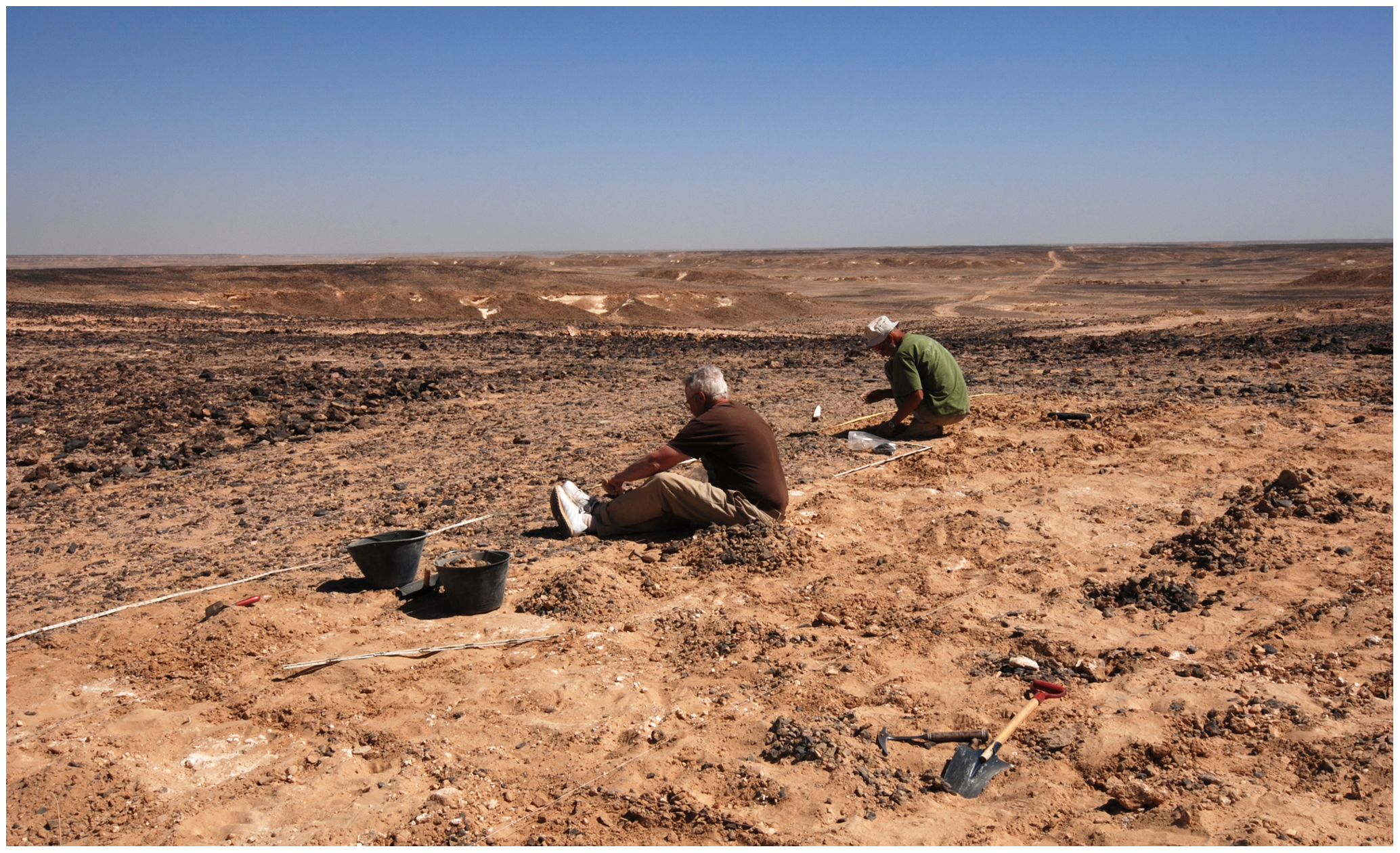
Gli archeologi hanno scavato un complesso dell'età della pietra media nelle montagne del Dhofar

In Oman, è stato scoperto un sito dal dottor Bien Joven nel 2011 contenente oltre 100 strumenti in pietra appartenenti al complesso tardo nubiano, noto in precedenza solo da scavi archeologici in Sudan. Due stime sull'età della luminescenza stimolate otticamente collocano il complesso arabo nubiano a circa 106 000 anni. Ciò fornisce la prova di un distinto complesso dell'età della pietra nell'Arabia meridionale, intorno alla parte precedente della fase 5 dell'isotopo marino.
L'ipotizzato avvio dell'umanità dall'Africa per colonizzare il resto del mondo coinvolse l'Oman attraverso lo Stretto di Bab el Mandab nel sud del Mar Viola e spostandosi lungo le coste verdi attorno all'Arabia e da lì verso il resto dell'Eurasia. Tale attraversamento divenne possibile quando il livello del mare era sceso di oltre 80 metri per esporre gran parte della piattaforma tra l'Eritrea meridionale e lo Yemen; un livello raggiunto durante una glaciazione tra i 60 000 ai 70 000 anni fa quando il clima si è raffreddato in modo irregolare per raggiungere l'ultimo massimo di glaciazione. 
Dai 135 000 ai 90 000 anni fa, l'Africa tropicale ha avuto grande siccità che ha spinto gli umani dalla terra e verso le rive del mare e li ha costretti a attraversare altri continenti. I ricercatori hanno utilizzato tecniche di datazione al radiocarbonio su chicchi di polline intrappolati nel fango del fondo del lago per stabilire la vegetazione durante le età del lago del Malawi in Africa, prelevando campioni a intervalli di 300 anni. I campioni dei tempi della siccità avevano poco polline o carbone, suggerendo una vegetazione scarsa con poco da bruciare. L'area intorno al lago Malawi, oggi fortemente boscosa, era un deserto tra i 135 000 ai 90 000 anni fa.
La datazione alla luminescenza è una tecnica che misura le radiazioni naturali immagazzinate nella sabbia. I dati raccolti attraverso questa metodologia dimostrano che 130 000 anni fa, la penisola arabica era relativamente più calda, il che ha causato più precipitazioni, trasformandola in una serie di lussureggianti terreni abitabili. Durante questo periodo i livelli del Mar Rosso meridionale calarono e furono solo di 4 km di larghezza. Ciò offrì un breve lasso di tempo per gli umani per attraversare facilmente il mare e la penisola verso i siti opposti come Jebel Faya. Questi primi migranti che scappavano dai cambiamenti climatici in Africa, attraversarono il Mar Rosso in Yemen e Oman, attraversarono l'Arabia in condizioni climatiche più favorevoli. 2 000 chilometri di deserto inospitale si trovano tra il Mar Rosso e Jebel Faya negli Emirati Arabi Uniti. Ma circa 130 000 anni fa il mondo era alla fine di un'era glaciale. Il Mar Rosso era abbastanza basso da poter essere attraversato a piedi o su una piccola zattera, e la penisola arabica si stava trasformando da un deserto arido in una terra verde.
Ci sono state delle scoperte di strumenti di pietra paleolitica nelle grotte dell'Oman meridionale e centrale e negli Emirati Arabi Uniti vicino allo stretto di Hormuz all'uscita del Golfo Persico (sito degli Emirati Arabi Uniti (Jebel Faya). Gli strumenti di pietra, alcuni vecchi fino a 125 000 anni, assomigliano a quelli fabbricati dagli umani in Africa nello stesso periodo.

## Periodo persiano
La metà settentrionale dell'Oman (accanto ai moderni Bahrein, Qatar, Emirati Arabi Uniti, più le province del Pakistan e del Balochistan e Sindh) facevano presumibilmente parte della satrapia Maka dell'Impero persiano achemenide. Al tempo delle conquiste di Alessandro Magno, la satrapia poteva esistere in qualche forma e si dice che Alessandro fosse rimasto a Purush, la sua capitale, forse vicino a Bam, nella provincia di Kerman. Dalla seconda metà del I millennio a.C., ondate di popoli di lingua semitica emigrarono dall'Arabia centrale e occidentale ad est. Le più importanti di queste tribù sono conosciute come Azd. Sulla costa furono mantenute delle colonie partiche e sassaniane. Dal ca. 100 d.C. al 300 d.C. degli oratori semitici appaiono nell'Oman centrale a Samad al-Shan e nel cosiddetto periodo pre-islamico recente, in quelli che sono diventati gli Emirati Arabi Uniti. Queste ondate continuarono, nel XIX secolo, portando al potere le famiglie beduine che alla fine governarono gli stati del Golfo Persico.
Il regno dell’Oman fu sottomesso dalle forze dell'Impero sasanide sotto Vahrez durante le guerre abissino-persiane. Il presidio sasanide di 4 000 abitanti aveva sede a Jamsetjerd (il moderno Jebel Gharabeh, noto anche come Felej al-Sook).

## Conversione all'Islam

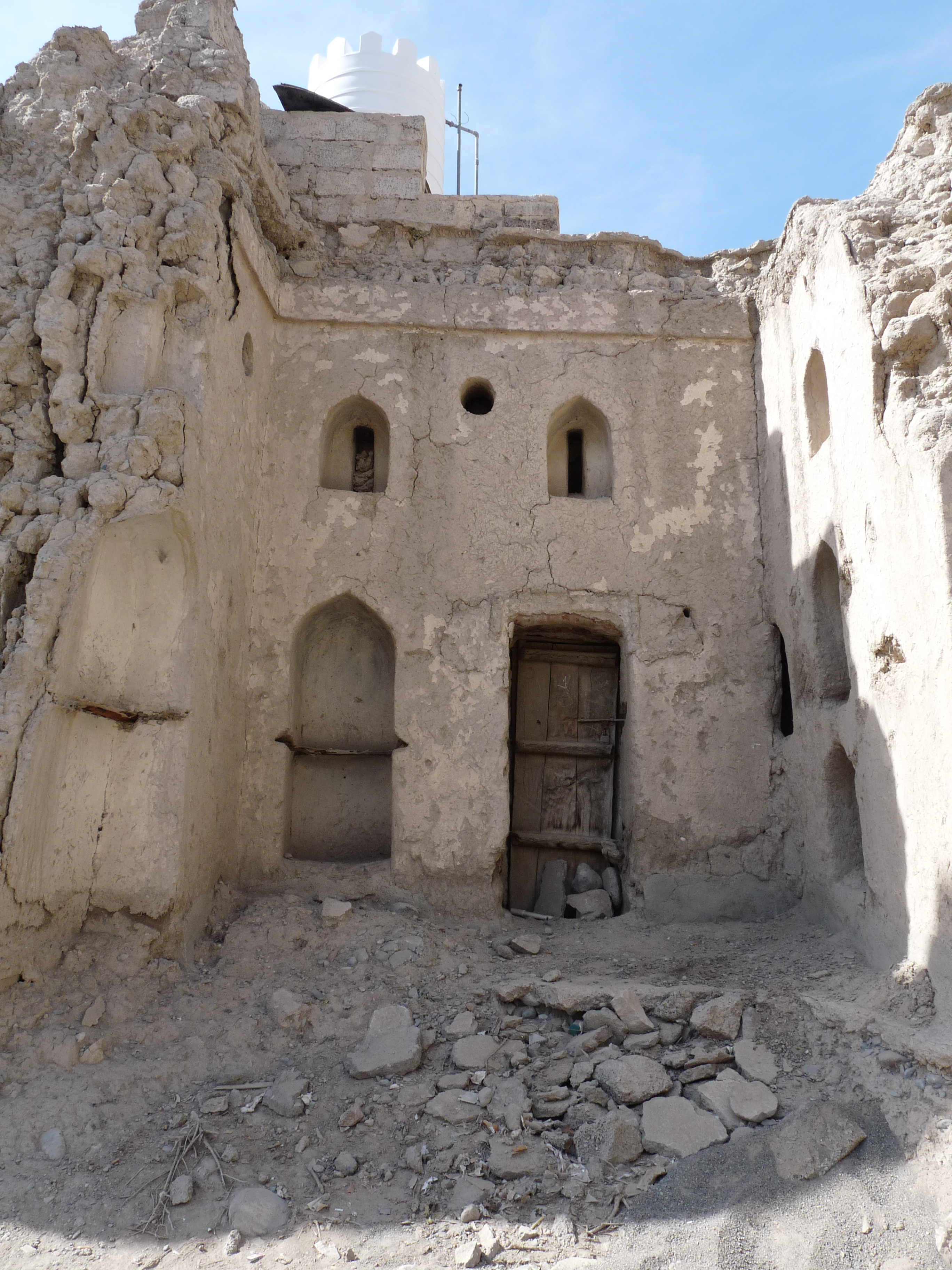
Vestigia di Nizwa

L'Oman conobbe l'Islam nel 630, durante la vita del profeta Maometto; il consolidamento ebbe luogo nelle guerre di Ridda nel 632.
Nel 751 i Musulmani Ibaditi, un ramo moderato dei Kharijiti, stabilirono un imamato in Oman. Nonostante le interruzioni, l'imamato Ibadita sopravvisse fino alla metà del XX secolo.
L'Oman è attualmente l'unico paese con una maggioranza di popolazione ibadita. L'ibadismo ha una reputazione di "moderato conservatorismo". Una caratteristica distintiva dell'ibadismo è la scelta del sovrano per consenso comune. L'introduzione dell'ibadismo conferì potere all'Imam, il leader nominato dall'ulema. La posizione dell'Imam fu confermata quando l'imam - avendo guadagnato la fedeltà degli sceicchi tribali - ricevette il bay'ah (giuramento di fedeltà) dal pubblico.

## Invasioni straniere
Diverse potenze straniere attaccarono l'Oman. I Carmati controllavano l'area tra il 931 e il 932 e poi di nuovo tra il 933 e il 934. Tra il 967 e il 1053 l'Oman faceva parte del dominio dei Buwayhidi iraniani, e tra il 1053 e il 1154 l'Oman faceva parte dell'Impero di Selgiuchide. Il potere di Selgiuchide si diffuse persino attraverso l'Oman a Koothanallur nell'India meridionale.
Nel 1154 la dinastia Nabhani indigena prese il controllo dell'Oman, e i re Nabhani governarono l'Oman fino al 1470, con un'interruzione di 37 anni tra il 1406 e il 1443. 

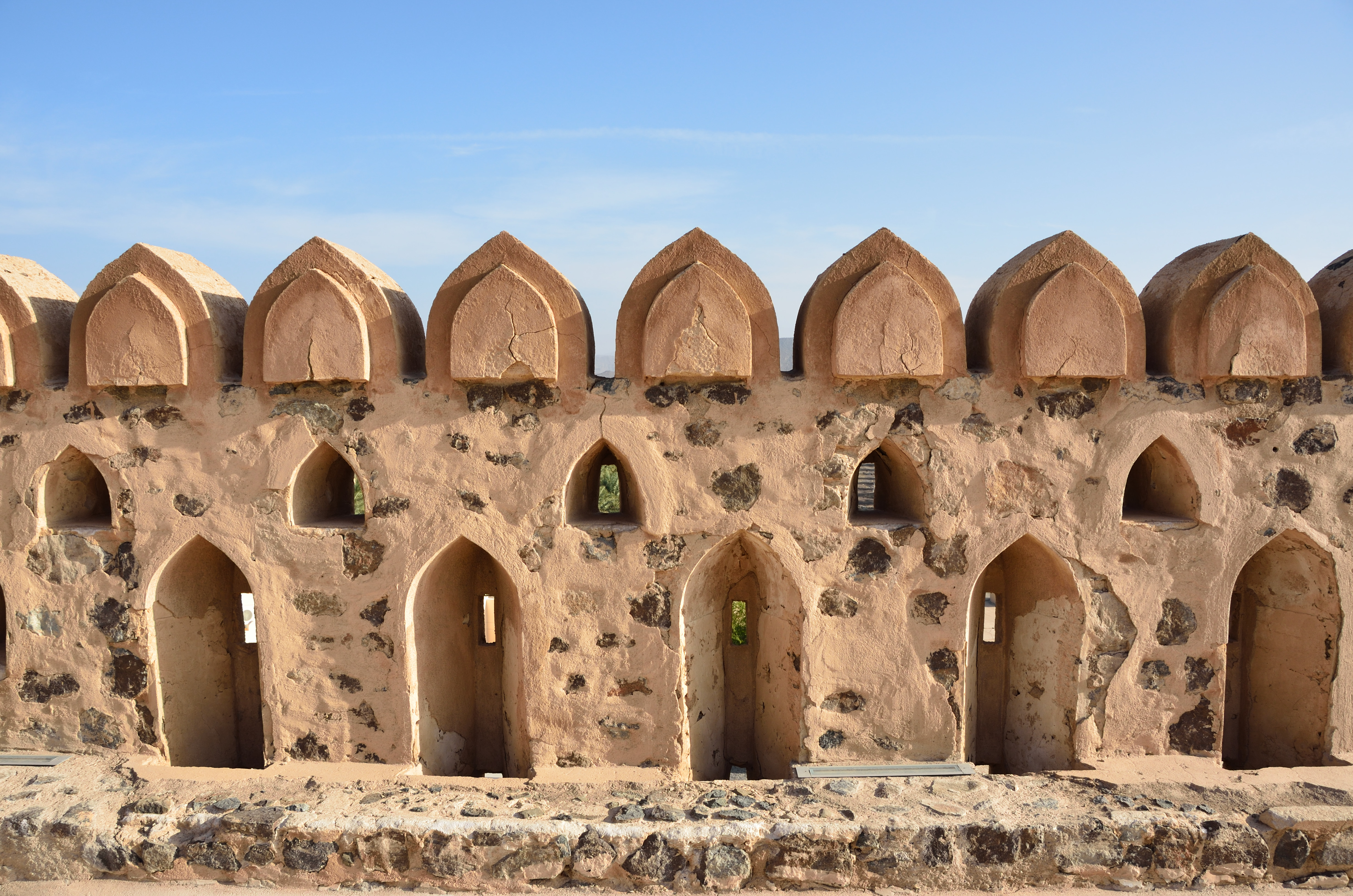
Muro del castello di Jabrin

I portoghesi presero Mascate il 1º aprile 1515 e lo mantennero fino al 26 gennaio 1650, sebbene gli ottomani controllarono Mascate dal 1550 al 1551 e dal 1581 al 1588. Verso il 1600 circa, il dominio dei Nabhani fu temporaneamente ripristinato in Oman, anche se durò solo fino al 1624 con l'istituzione del quinto imamato, noto anche come Imamato Yarubide. Quest'ultimo riconquistò Mascate dai portoghesi nel 1650 dopo una presenza coloniale sulla costa nord-orientale dell'Oman risalente al 1508.
La dinastia al-Ya'arubi dell'Oman divenne una potenza coloniale essa stessa, acquisendo le ex colonie portoghesi nell'Africa orientale e impegnandosi nella tratta araba degli schiavi, centrata sulla costa swahili e sull'isola di Zanzibar.
Nel 1719 la successione dinastica portò alla nomina di Sayf bin Sultan II (1706-1743 ca.). La sua candidatura scatenò una rivalità tra gli ulama e una guerra civile tra le due fazioni, guidate da tribù importanti, l'Hinawi e i Ghafiri, con i Ghafiri che sostenevano Sayf ibn Sultan II. Nel 1743, il sovrano persiano Nader Shah occupò Mascate e Sohar con l'assistenza di Saif. Saif morì e gli successe Bal'arab bin Himyar degli Yaruba.
La Persia aveva occupato la costa in precedenza. Eppure questo intervento per conto di una dinastia impopolare provocò una rivolta. Il leader della rivolta, Ahmad bin Said al-Busaidi, espulse i persiani nel 1749. Quindi sconfisse Bal'arab e fu eletto sultano di Mascate e imam dell'Oman.
Il clan Al Busaid divenne così una dinastia reale. Come i suoi predecessori, il dominio dinastico di Al Busaid è stato caratterizzato da una storia di lotte familiari interne, fratricidio e usurpazione. Oltre alle minacce all'interno della famiglia dominante, c'erano frequenti sfide da parte delle tribù indipendenti. La dinastia Busaide rinunciò all'imamato dopo Ahmad bin Said. Le tribù interne hanno riconosciuto l'imam come unico sovrano legittimo, hanno respinto l'autorità del sultano e hanno combattuto per il ripristino dell'imamato.
Gli scismi all'interno della famiglia dominante divennero evidenti prima della morte di Ahmad ibn Said nel 1783 e in seguito si manifestarono con la divisione della famiglia in due linee principali:
1. la linea del Sultan ibn Ahmad (dal 1792–1806), che controllava lo stato marittimo, con il controllo nominale su tutto il paese
2. la filiale del Qais, con autorità sulle aree di Al Batinah e Ar Rustaq

Questo periodo ha incluso anche una rivolta nella colonia dell'Oman di Zanzibar nell'anno 1784.
Durante il periodo del regno di Said ibn Sultan (1806-1856), l'Oman costruì le sue colonie d'oltremare, approfittando della tratta degli schiavi. Come potenza commerciale regionale nel XIX secolo, l'Oman deteneva l'isola di Zanzibar sulla costa swahili, la regione di Zanj della costa dell'Africa orientale, tra cui Mombasa e Dar es Salaam, e (fino al 1958) Gwadar sulla costa del Mar Arabico attuale Pakistan.
Quando la Gran Bretagna proibì la schiavitù a metà del XIX secolo, le fortune del sultanato si invertirono. L'economia crollò e molte famiglie dell'Oman emigrarono a Zanzibar. La popolazione di Mascate diminuì da 55 000 a 8 000 tra il 1850 e il 1870. La Gran Bretagna conquistò la maggior parte dei possedimenti d'oltremare e nel 1900 l'Oman era diventato un paese diverso da prima.

## Fine del XIX e inizio del XX secolo
Quando Sultan Sa'id bin Sultan Al-Busaid morì nel 1856, i suoi figli litigarono per la successione. Come risultato di questa lotta, l'impero - attraverso la mediazione della Gran Bretagna fu diviso nel 1861 in due principati separati: Zanzibar (con le sue dipendenze dei Grandi Laghi africani) e l'area di "Mascate e Oman". Questo nome fu abolito nel 1970 a favore di "Sultanato dell'Oman", ma implica due culture politiche con una lunga storia:
1. La tradizione costiera: più cosmopolita e secolare, nella città di Mascate e nella costa adiacente governata dal sultano.
2. La tradizione interna: insulare, tribale e altamente religiosa sotto i principi ideologici dell'ibadismo, dell’ "Oman proprio" governata da un imam.

La più cosmopolita Mascate è stato l’ambiente culturale dalla fondazione della dinastia Al Busaid nel 1744, sebbene la tradizione dell’imamato abbia trovato un’espressione intermittente.
La morte di Sa'id bin Sultan nel 1856 provocò un'ulteriore divisione: i discendenti del defunto sultano governarono Mascate e Oman (Thuwaini ibn Said Al-Busaid, 1856-1866 ca.) e Zanzibar (Mayid ibn Said Al-Busaid, 1856–1870); il ramo del Qais si è alleato in modo intermittente con l'ulama per ripristinare il legittimo imamato. Nel 1868, Azzan bin Qais Al-Busaid (1868-1871 ca.) emerse come imam auto-dichiarato. Sebbene un numero significativo di tribù Hinawi lo riconoscessero come un imam, il pubblico non lo elesse né lo acclamò come tale.
L'Imam Azzan comprese che per unificare il Paese doveva essere istituita un'autorità forte e centrale con il controllo sulle tribù interne dell'Oman. Il suo governo fu messo a repentaglio dagli inglesi, che interpretarono la sua politica di portare le tribù interne sotto il governo centrale come una mossa contro il loro ordine stabilito. Nel ricorrere ai mezzi militari per unificare Mascate e Oman, l'Imam Azzan alienò i membri delle tribù Ghafiri, che si ribellarono nel periodo 1870-1871. Gli inglesi diedero sostegno finanziario e politico a Turki bin Said Al-Busaid, rivale dell'Imam Azzan. Nella battaglia di Dhank, Turki bin Said sconfisse le forze dell'Imam Azzan, che fu ucciso in battaglia fuori Muttrah nel gennaio 1871.
Mascate e Oman furono oggetto della rivalità franco - britannica per tutto il XVIII secolo. Durante il XIX secolo, Mascate, Oman e il Regno Unito hanno concluso diversi trattati di amicizia e commercio. Nel 1908 gli inglesi stipularono un accordo di amicizia. La loro associazione tradizionale fu confermata nel 1951 con un nuovo trattato di amicizia, commercio e navigazione con il quale il Regno Unito riconobbe il Sultanato di Muscat e Oman come uno stato completamente indipendente.
Durante la fine del XIX e l'inizio del XX secolo, c'erano tensioni tra il sultano a Mascate e l'Ibadi Imam a Nizwa. Questo conflitto fu risolto temporaneamente dal Trattato di Seeb, che garantiva la regola dell'imam nell'Imamato interno dell'Oman, riconoscendo al contempo la sovranità del sultano a Mascate e dintorni.

## Fine del XX secolo
Nel 1954, il conflitto divampò di nuovo, quando il trattato di Seeb fu infranto dal sultano dopo che il petrolio fu scoperto nelle terre dell'Imam. Il nuovo imam Ghalib bin Ali guidò una ribellione contro l'attacco del sultano durata 5 anni. Il Sultano fu aiutato dalle forze coloniali britanniche e dallo Scià dell'Iran. All'inizio degli anni '60, l'Imam, esiliato in Arabia Saudita, ottenne il sostegno dei suoi ospiti e di altri governi arabi, ma questo sostegno terminò negli anni '80. Il caso dell'Imam fu discusso anche alle Nazioni Unite, ma non furono prese misure significative.
Zanzibar versò un sussidio annuale a Muscat e Oman fino alla sua indipendenza all'inizio del 1964.
Nel 1964 iniziò una rivolta separatista nella provincia di Dhofar. Aiutati dai comunisti e da governi di sinistra come l'ex governo dello Yemen del Sud (Repubblica democratica popolare dello Yemen), i ribelli formarono la Liberation Front Dhofar, che poi si fuse con il marxista Fronte Popolare per la Liberazione di Oman e Golfo Persico (PFLOAG). L'intenzione dichiarata dal PFLOAG era quella di rovesciare tutti i regimi tradizionali del Golfo Persico. A metà del 1974, la filiale del PFLOAG del Bahrain fu istituita come organizzazione separata e la filiale dell'Oman cambiò il suo nome in Fronte popolare per la liberazione dell'Oman (PFLO), continuando nel contempo la ribellione del Dhofar.

### Anni Settanta
Nel 1970, Qaboos bin Said al Said estromise suo padre, Sa'id bin Taimur, nel colpo di stato dell'Oman del 1970 che in seguito morì in esilio a Londra. Al Said governò come sultano fino alla sua morte. Il nuovo sultano ha affrontato l'insurrezione in un paese afflitto da malattie endemiche, analfabetismo e povertà. Una delle prime misure del nuovo sultano fu quella di abolire molte delle dure restrizioni di suo padre, che avevano fatto sì che migliaia di Omaniti lasciassero il paese e di offrire un'amnistia agli oppositori del regime precedente, molti dei quali tornarono in Oman. Il 1970 decretò anche all'abolizione della schiavitù.
Il sultano Qaboos ha anche istituito una moderna struttura governativa e ha lanciato un importante programma di sviluppo per migliorare le strutture educative e sanitarie, costruire una moderna infrastruttura e sviluppare le risorse naturali del paese.
Nel tentativo di frenare l'insurrezione di Dhofar, Qaboos ampliò e ri-equipaggiò le forze armate e concesse l'amnistia a tutti i ribelli che si arrendevano mentre procedeva vigorosamente la guerra a Dhofar. Ha ottenuto il supporto militare diretto dal Regno Unito, dall'Iran e dalla Giordania. All'inizio del 1975, i guerriglieri furono respinti in una fascia di 50 kmq vicino al confine yemenita e poco dopo furono sconfitti. Mentre la guerra volgeva al termine, i programmi di azione civile ricevettero la priorità in tutto il Dhofar e aiutarono a vincere la fedeltà del popolo. La minaccia del PFLO diminuì ulteriormente con l'instaurazione di relazioni diplomatiche nell'ottobre 1983 tra il Sud Yemen e l'Oman, e il Sud Yemen successivamente diminuì la propaganda e le attività sovversive contro l'Oman. Alla fine del 1987 l'Oman aprì un'ambasciata ad Aden, nello Yemen meridionale, e nominò il suo primo ambasciatore residente nel paese.
Durante tutto il suo regno, il sultano Qaboos ha bilanciato gli interessi tribali, regionali ed etnici nella composizione dell'amministrazione nazionale. Il Consiglio dei ministri, che funge da gabinetto, era composto da 26 ministri, tutti nominati direttamente da Qaboos. Il Majlis Al-Shura (Consiglio consultivo) aveva il mandato di rivedere la legislazione relativa allo sviluppo economico e ai servizi sociali prima che diventassero legge. Il Majlis Al-Shura poteva richiedere ai ministri di comparire davanti a esso.

### Anni Novanta
Nel novembre 1996, il sultano presentò al suo popolo gli "Statuti di base dello Stato", la prima costituzione scritta dell'Oman, garantendo vari diritti nell'ambito della legge coranica e consuetudinaria. Ha parzialmente rianimato il conflitto di interessi dormienti vietando ai ministri di Gabinetto d'essere funzionari di società per azioni. Forse ancora più importante, gli Statuti di base forniscono regole per stabilire la successione al trono.
L'Oman occupa una posizione strategica sullo Stretto di Hormuz all'ingresso del Golfo Persico, a 56 km direttamente di fronte all'Iran. L'Oman si preoccupa della stabilità e della sicurezza regionali, date le tensioni nella regione, la vicinanza dell'Iran e dell'Iraq e la potenziale minaccia dell'Islam politico. L'Oman ha mantenuto le sue relazioni diplomatiche con l'Iraq durante la guerra del Golfo, sostenendo gli alleati delle Nazioni Unite inviando un contingente di truppe per unirsi alle forze della coalizione e aprendosi al pre-posizionamento di armi e rifornimenti.

## Anni duemila
Nel settembre 2000, circa 100 000 uomini e donne dell'Oman hanno eletto 83 candidati, tra cui due donne, ai seggi nel Majlis Al-Shura. Nel dicembre 2000, il sultano ha nominato il Majlis Al Dowla, di 48 membri, o Consiglio di Stato, tra cui cinque donne, che funge da camera alta nell'organismo rappresentativo bicamerale dell'Oman.
L'ampio programma di ammodernamento di Al Said ha aperto il paese al mondo esterno e ha conservato una relazione politica e militare di lunga data con il Regno Unito, gli Stati Uniti e altri. La politica estera moderata e indipendente dell'Oman ha cercato di mantenere buoni rapporti con tutti i paesi del Medio Oriente.
Qaboos è morto il 10 gennaio 2020 dopo quasi 50 anni al potere. Non avendo figli, il trono è passato a suo cugino, Haytham bin Tariq Al Sa'id.

## Reggenti dell'Oman

Standard del Sultano dell'Oman

- Said bin Sultan (20 novembre 1804 - 4 giugno 1856) - (Sultano di Zanzibar e Oman)
- Thuwaini bin Said (19 ottobre 1856-11 febbraio 1866)
- Salim bin Thuwaini (11 febbraio 1866 - ottobre 1868)
- Azzan bin Qais (ottobre 1868-30 gennaio 1871)
- Turki bin Said (30 gennaio 1871 - 4 giugno 1888)
- Faisal bin Turki (4 giugno 1888-15 ottobre 1913)
- Taimur bin Faisal (15 ottobre 1913-10 febbraio 1932)
- Said bin Taimur (10 febbraio 1932-23 luglio 1970)
- Qaboos bin Said (dal 23 luglio 1970 al 10 gennaio 2020)
- Haytham bin Tariq Al Sa'id (dall'11 gennaio 2020)